# Joaquín Urío Velázquez
Joaquín Urío Velázquez (San Sebastián, 1947. április 18. –) spanyol nemzetközi labdarúgó-játékvezető.

## Pályafutása
Játékvezetésből 1969-ben San Sebastiánban vizsgázott. A RFEF Játékvezető Bizottságának (JB) minősítésével 1976-tól a Liga Adelante, majd 1980-tól a Primera División játékvezetője. Küldési gyakorlat szerint rendszeres 4. bírói szolgálatot is végzett. A nemzeti játékvezetéstől 1992-ben visszavonult. Liga Adelante mérkőzéseinek száma: 61. Primera División mérkőzéseinek száma: 161 (1980. 9. 27.–1994. 5. 6.) Vezetett kupadöntők száma: 2.
| Időpont              | Helyszín                          | Mérkőzés típusa                                | Mérkőzés                          | Eredmény | Nézők száma |
| -------------------- | --------------------------------- | ---------------------------------------------- | --------------------------------- | -------- | ----------- |
| 1980. szeptember 27. | Estedio José Zorilla, Valladolid  | első Primera División mérkőzése                | Real Valladolid CF–Sevilla FC     | 2 – 3    |             |
| 1990. december 11.   | Santiago Bernabéu stadion, Madrid | Spanyol labdarúgó-szuperkupa döntő 2. mérkőzés | Real Madrid CF– FC Barcelona      | 4 – 1    | 70 000      |
| 1992. június 27.     | Santiago Bernabéu stadion, Madrid | Spanyol labdarúgókupa döntő                    | Atlético de Madrid–Real Madrid CF | 2 – 0    | 70 000      |
| 1994. május 6.       | Santiago Bernabéu stadion, Madrid | utolsó Primera División mérkőzése              | Real Madrid CF–FC Barcelona       | 0 – 1    |             |

A Spanyol labdarúgó-szövetség JB terjesztette fel nemzetközi játékvezetőnek, a Nemzetközi Labdarúgó-szövetség (FIFA) 1990-től tartotta nyilván bírói keretében. A FIFA JB központi nyelvei közül a spanyolt beszéli. Több nemzetek közötti válogatott mérkőzésen partbíróként, valamint Kupagyőztesek Európa-kupája és UEFA-kupa  klubmérkőzésen bíróként, vagy partbíróként tevékenykedett. A  nemzetközi játékvezetéstől 1992-ben búcsúzott.
Az 1992-es U21-es labdarúgó-Európa-bajnokságon az UEFA JB bíróként alkalmazta.
| Időpont           | Helyszín                    | Mérkőzés típusa               | Mérkőzés           | Eredmény | Nézők száma |
| ----------------- | --------------------------- | ----------------------------- | ------------------ | -------- | ----------- |
| 1992. március 23. | Pittodrie Stadium, Aberdeen | csoportmérkőzés (2. mérkőzés) | Skócia–Németország | 4 – 3    | 22 500      |